# Schummerung
Eine Schummerung ist eine Flächentönung, mit der in der Kartografie ein räumlicher Eindruck der relativen Höhenunterschiede des Geländes erzeugt wird. Die Schattierungen entstehen meist durch die Beleuchtung mit einer imaginären Lichtquelle.

## Arten
Man unterscheidet je nach Lage der Lichtquelle zwischen Böschungs-, Schräglicht- und Kombinationsschummerung.
Bei der Böschungsschummerung (auch Auflichtschummerung, Schummerung mit senkrechter Beleuchtung) kommt das Licht vertikal von oben. Stark geneigte Hänge sind dann dunkler als flache Bereiche. Der Helligkeitseindruck ist vergleichbar mit dem von Schraffen.
Bei der Schräglichtschummerung befindet sich die imaginäre Lichtquelle meist im Nordwesten (wie von Rechtshändern präferiert). Eine Erhebung erscheint so am Nordwest-Hang hell und am Südost-Hang dunkel. Ebenen sind einheitlich mit mittlerer Helligkeit gefärbt (Ebenenton). Zur Verstärkung werden die Unterschiede überhöht dargestellt. Bei der Schummerung wird in der Regel kein Schattenwurf (Schlagschatten) simuliert. Es wird lediglich ausgedrückt, wie stark die Oberfläche der Lichtquelle zugewandt ist. Um auch Geländestrukturen hervorzuheben, die sich in Nordwest-Südost-Richtung erstrecken, kann bei der manuellen Schummerung die Lage der Lichtquelle innerhalb einer Karte variiert werden.
Die Kombinationsschummerung vereinigt Böschungsschummerung und Schräglichtschummerung. Hier werden dem Licht zugewandte Hänge in leichten Schatten und dem Licht abgewandte Hänge in kräftigen Schatten dargestellt. Horizontale Ebenen bleiben weiß. Die Kombinationschummerung ist anschaulicher als die Böschungsschummerung und vermeidet den kartenbelastenden Ebenenton der Schräglichtschummerung. Nach Mokronowski liefert nur die Schummerung mit kombinierter Beleuchtung ein anschauliches und unverfälschtes Bild.

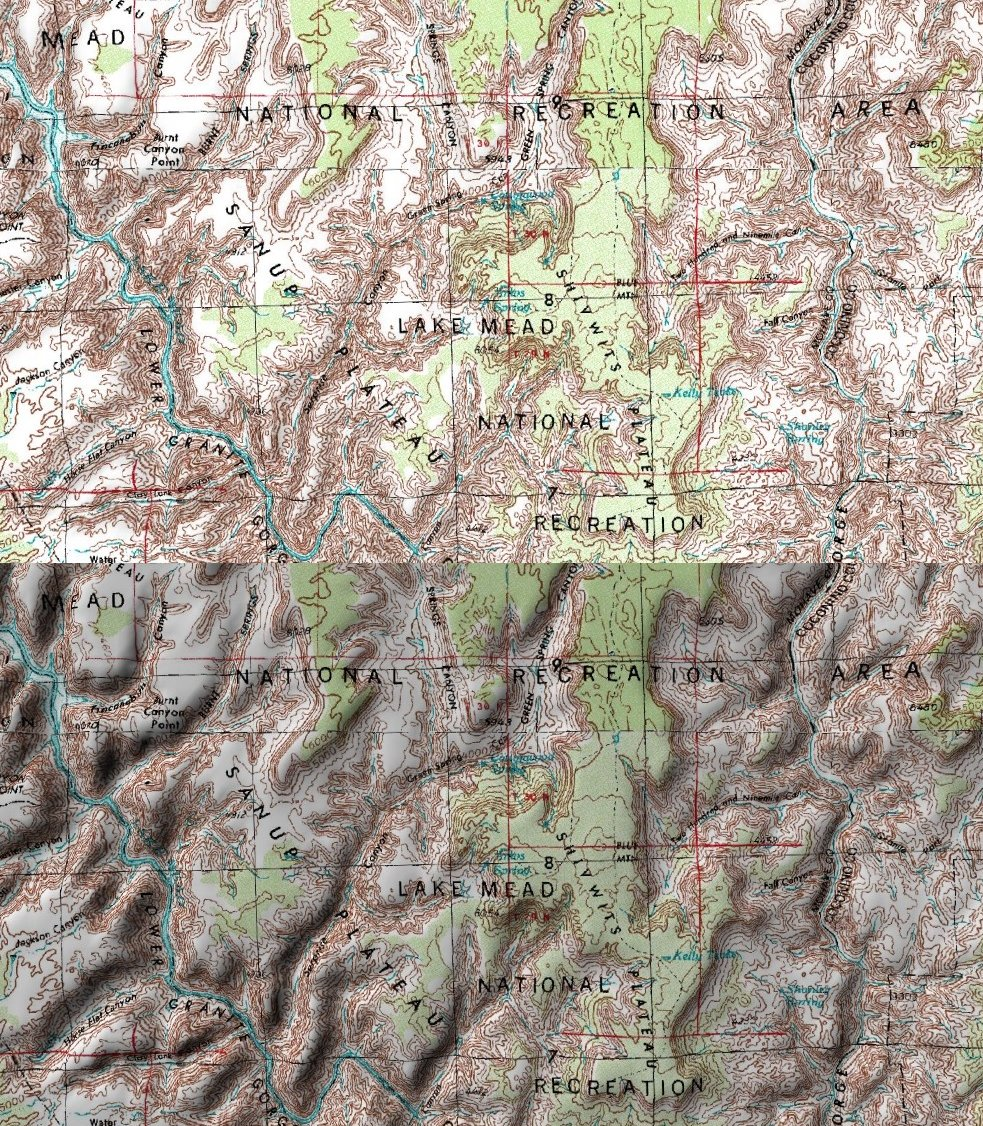
Lake Mead, USA
Oben:Karte ohne Schummerung;
Unten: Karte mit Schräglichtschummerung (Screenshot aus der NASA World Wind Software)

## Methoden
Eine Schummerung kann manuell, photomechanisch oder digital erzeugt werden.